# 内圈
内圈，也稱「内環」、「裡圈」等。在環形運行的交通線路（如公交、軌道交通）、環形道路系統或是其他環形系統中，由於沒有確定的方向，因此使用「内圈」和「外圈」來標示方向。在靠右行駛的系統中，内圈為順時針方向；與此相反，靠左行駛的系統中，内圈為逆時針方向。通常來説，内圈的長度小於外圈。

## 例子
- 上海内环线